# عمق قوس

عمق القوس (بالأزرق) هو العمود من منتصف القوس إلى منتصفِ وترِهِ.

عمق القوس أو سهم القوس (بالإنجليزية: Sagitta)‏ هو قطعة مستقيمة تصل بين منتصف قوسٍ ومنتصف وتره. تُستعمل حسابات عمق القوس بكثافة في العمارة. كحالةٍ خاصةٍ، إنَّ عمق القوس لدائرة الوحدة مُساوٍ لقيمة دالة السهم بالنسبة لزاوية الأصل.

## الحسابات
يُحسب عمق القوس ذي الزاوية {\displaystyle \theta } في الدائرة التي نصف قطرها {\displaystyle r} بالصيغة:
{\displaystyle s=r\operatorname {versin} \theta =r\left(1-\cos \theta \right)=2r\sin ^{2}{\frac {\theta }{2}}.}
بشكلٍ مُماثل، يُقاسُ طول الوتر المحصور في قوس قياس زاويته {\displaystyle \theta } بالصيغة {\displaystyle 2r\sin \theta }. أما إذا أُعطي وترٌ طوله {\displaystyle y} وقوسٌ يحصر الوتر ذو عمقٍ مساوٍ لـ{\displaystyle x} فباستعمال مبرهنة فيثاغورس يُقاس نصف قطر الدائرة المارَّة بالوتر وعمق القوس كالآتي:{\displaystyle r={\frac {y^{2}}{8x}}+{\frac {x}{2}}.}